# Stagediven

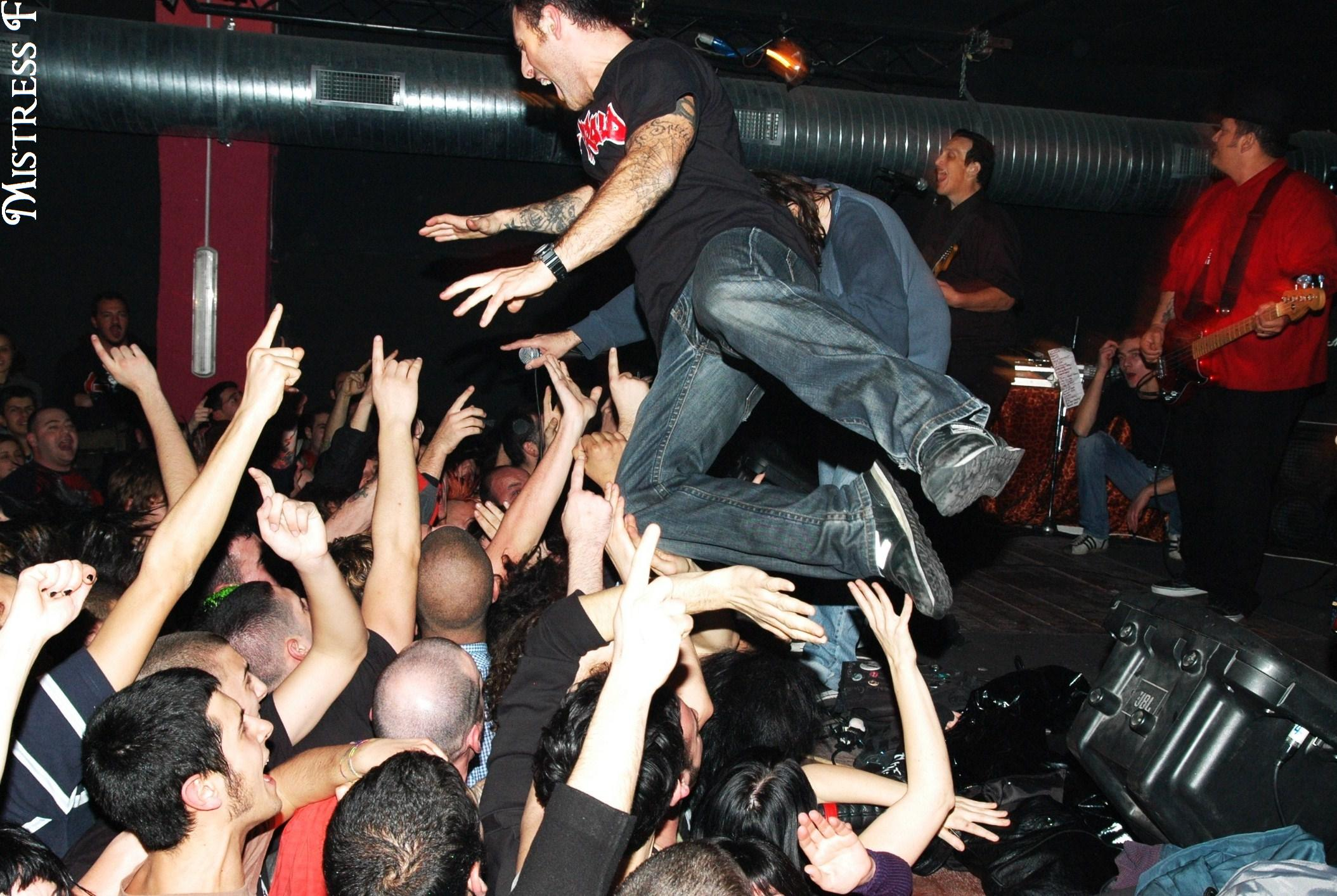
Stagediven

Stagediven betekent dat een artiest of toeschouwer van het podium in het publiek springt, van wie hij verwacht dat zij hem zullen opvangen.
Dit gaat soms over in crowdsurfen, wat betekent dat de persoon vervolgens over de hoofden van het publiek wordt verplaatst. Het ritueel kan leiden tot (ernstige) gewonden en wordt daarom ontmoedigd door onder andere een ruimte tussen het podium en het publiek vrij te houden. Bij buitenpodia worden hiervoor zogenoemde Mojo Barriers gebruikt, hekken die op enige afstand van het podium worden geplaatst om zo de ruimte tussen het podium en het publiek vrij te houden.
Een van de eerste gedocumenteerde stagedive was tijdens een Rolling Stones-concert in het Kurhaus te Scheveningen in 1964. Dit werd gedaan door het publiek om te ontsnappen aan de politie die ter plaatse was tijdens het concert.
Iggy Pop zou het stagediven in 1970 hebben uitgevonden gedurende een concert in Cincinnati. De stagedive van Pearl Jam's Eddie Vedder tijdens Pinkpop 1992 werd door oprichter Jan Smeets beschouwd als het meest memorabele moment uit de geschiedenis van Pinkpop.